# Isigny-Sainte-Mère
 (avril 2017).
Si vous disposez d'ouvrages ou d'articles de référence ou si vous connaissez des sites web de qualité traitant du thème abordé ici, merci de compléter l'article en donnant les références utiles à sa vérifiabilité et en les liant à la section « Notes et références ».
Isigny-Sainte-Mère est l'enseigne commerciale de la Coopérative Isigny-Sainte-Mère, une coopérative agricole laitière française spécialisée dans la transformation des laits crus réfrigérés produits par les agriculteurs opérateurs qui la constituent. Cette société est située à Isigny-sur-Mer dans le Calvados en France.
Elle est créée en 1980 à la suite d’une fusion entre deux coopératives locales : Isigny-sur-Mer, en activité depuis 1932, et Sainte-Mère-Église, constituée en 1909. Entre les marais du Cotentin et les vallons du Bessin, son siège social et sa principale usine de transformation se situe dans la baie des Veys. Il existe aussi une annexe de transformation à Chef-du-Pont dans le département de la Manche, conservée à la suite de la fusion de 1980. 
L'essentiel des agriculteurs opérateurs produisent leurs laits dans un rayon de 35 km autour de l’usine, même s’il existe également des adhérents plus éloignés dans les trois départements de Basse-Normandie.

## Historique
La laiterie coopérative de Sainte-Mère est créée en 1909 puis la coopérative Isigny-Sainte-Mère par 42 agriculteurs en 1932. En 1947 est mise en service la première tour de séchage par atomisation installée en France.
En 1980 a lieu la fusion des deux laiteries voisines du Bessin et du Cotentin, celle de Sainte-Mère-Église-Chef-du-Pont et celle d'Isigny. Dans une moindre mesure, les laiteries de Périers et de Juaye-Mondaye viennent compléter cette fusion. La technologie MSD (Multi Stage Drier) s'implante à Isigny-Sainte-Mère en 1982. Comme gage de qualité et d’hygiène, la poudre de lait pour nourrisson de la coopérative est la première à être commercialisée en pharmacie.
Le partenariat avec l’entreprise chinoise Biostime est signé en 2013 et, en 2015 est mise en fonctionnement la nouvelle unité de séchage.

## Chiffres clés
- 246,6 millions de litres de lait collectés en 2016, dont 52 % à l'export (43 % en Asie, 13 % au Proche-Orient)[2] (dont 4,8 millions en production biologique et 215 millions en production conventionnelle).
- 288 millions d'euros de chiffre affaires[2]
- 456 fermes collectées réparties dans trois départements (Manche, Orne, Calvados)
- 710 salariés[2] (+ 51 pour le dernier exercice comptable)
- 590 agriculteurs-opérateurs (dont 20 en agriculture biologique commercialement certifiées[3]).
- 14 % des laits crus réfrigérés transformés en beurre d'Isigny[2]
- 12 % des laits crus réfrigérés transformés en crème d'Isigny[2]
- 21 % des laits crus réfrigérés transformés en fromages (camembert, pont-l'évêque, mimolette, etc.)[2]
- 46 % des laits crus réfrigérés transformés en lait en poudre[2] (principalement du lait pour nourrisson destiné à l'exportation).

## Produits

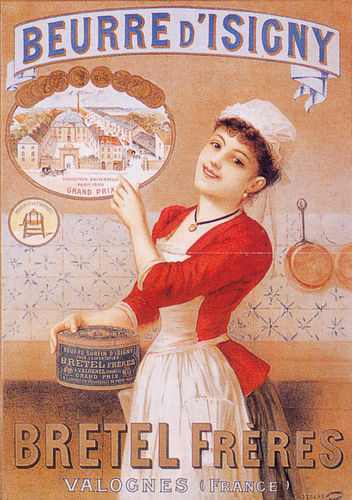
Ancienne affiche pour le beurre d'Isigny - v. 1900.

- Beurre d'Isigny (doux, salé, de tourage)
- Crème d'Isigny (usuelle, UHT, chantilly, aux morilles, aux truffes, au citron-estragon, crèmes festives…)
- Fromages (camembert, pont-L'Evêque, mimolette, fromage frais…)
- Lait pour nourrisson

## Démarche qualité
La volonté des agriculteurs opérateurs est de s'inscrire durablement dans l'exigence qualitative des produits laitiers dont l'appellation d'origine est commercialement préservée. À ce titre, en plus de la totalité des agriculteurs opérateurs agréés « Agriconfiance » (marque de certification collective pour une traçabilité des procédés de production agricole), la coopérative a mis en place un contrôle quotidien de l'ensemble des lignes de transformation. 

## Coopération avec Biostime
La coopérative Isigny-Sainte-Mère n’est pas passée sous pavillon chinois en 2013. Contrairement à l’alliance Synutra-Sodial symbolisée par la modernisation de l'usine de Carhaix en Bretagne, Biostime demeure un client de premier ordre mais ne possède ni l’outil de transformation ni une position majoritaire au sein du capital et de la structure décisionnelle de la coopérative. En 2013, la Coopérative Isigny-Sainte-Mère a noué un important partenariat avec une société de Canton spécialisée dans l’importation de produits européens certifiés (laits pour nourrisson et produits de soin pour l’enfance, « alicaments »…). Un échange de bons procédés fut mis en place. Contre la fourniture d’une poudre de lait infantile de bonne qualité constante et en quantité suffisante Biostime a accepté d’avancer 20 millions d’euros sur les 65 millions nécessaires pour construire deux nouvelles tours de séchage. Biostime entre temporairement dans le capital social en  prenant 20 % des parts de la laiterie par l’apport de 17,5 millions d'euros en obligations non convertibles. Elles seront remboursées au bout de dix ans. Les Chinois obtiennent un siège sur les quinze que compte le conseil d'administration. C'est 10 % des droits de vote et, au minimum, trois mandats de cinq ans en tant qu'associé non-coopérateur. 

## Structure
Le bureau de la coopérative compte 5 membres issus d’un conseil d’administration regroupant 14 coopérateurs (actuellement 8 de la Manche, 1 de l’Orne et 5 du Calvados). Les coopérateurs sont réunis en moyenne deux fois par an, dont une fois pour l’assemblée générale annuelle. Ils sont divisés en trois sections (Nord, Centre et Sud).
La coopérative est dirigée depuis 1991 par Daniel Delahaye, entré à son service en 1975 et prenant la suite de M. Roger Chincholle.

## Objectifs
Plusieurs axes définissent les orientations futures de la coopérative. L'équité de traitement entre tous les producteurs, la recherche perpétuelle de meilleurs processus de traçabilité et de certification ainsi que la reconnaissance de la haute qualité de ses produits par de nouveaux labels. La pérennisation des appellations d'origines et le développement des poudres de lait infantiles très haut-de-gamme, soit un aiguillonnement constant du mix-produit sur des compositions à fortes valeurs-ajoutées requérant un savoir-faire rigoureux et minutieux. Atteindre 60 % de produits exportés dans les cinq ans à venir pour conforter le dynamisme et l'indépendance de la laiterie. Veiller perpétuellement à demeurer une coopérative modèle en perfectionnant sans cesse les procédés de démocratie interne, par exemple en étudiant l’opportunité d'instaurer d'éventuels modes de scrutin plus directs pour l'élection du conseil d'administration (suppression de l'échelon d'administrateurs stagiaires, non prédéfinition de listes cooptatives de candidatures...), la suppression des notions de secteurs pour les assemblées générales ou encore le vote systématique pour approbation des coopérateurs sur les projets engageants les finances de la laiteries pour des montants supérieurs à 8 millions d'euros afin d'éviter des prises de décisions trop oligarchiques. La coopérative se démarque ainsi par la proximité de ses producteurs et l'implication totale de ceux-ci dans les prises de décisions et les grandes orientations stratégiques. Conscients de la nécessite de partage de la valeur ajoutée entre la modernisation de l'outil industriel et la capacité d'investissement au sein des exploitations coopératrices, les producteurs d'Isigny-Sainte-Mère se distinguent par leur sens des responsabilités et leurs capacités à conserver une répartition juste même en cas de contexte difficile pour pérenniser le savant équilibre qui permet à toutes les parties d'envisager l'avenir avec confiance et sérénité.

## Présidents
- ?-2004 : Michel Lamy
- 2004-2005 : M. Duvernois (Intérim à la suite du décès de M. Lamy)
- 2005-2009 : Jean-Louis Lesaulnier[7],[8]
- 2010-2015 : Jean Schmit[9]
- 2015- en cours : Arnaud Fossey[10]

Seuls 4 directeurs se sont succédé depuis 1932 : Jacques de Lavenère-Lussan, Roger Chincholles, Daniel Delahaye (1976-2023), Gérald Andriot (2023- )